# Mont Blanc de Peisey
Pour les articles homonymes, voir Mont Blanc (homonymie).
Le mont Blanc de Peisey est une montagne de France située en Savoie, dans le massif de la Vanoise.

## Géographie
S'élevant à 2 866 mètres d'altitude, il domine le lac de la Plagne à l'est, le refuge Entre le Lac au sud-est et les lacs de Plan Richard à l'ouest. Il constitue l'extrémité méridionale d'une crête dont l'extrémité septentrionale est l'Aliet à 3 109 mètres d'altitude. Les deux sommets sont dominés par le sommet de Bellecôte situé à l'ouest, à 3 417 mètres d'altitude.

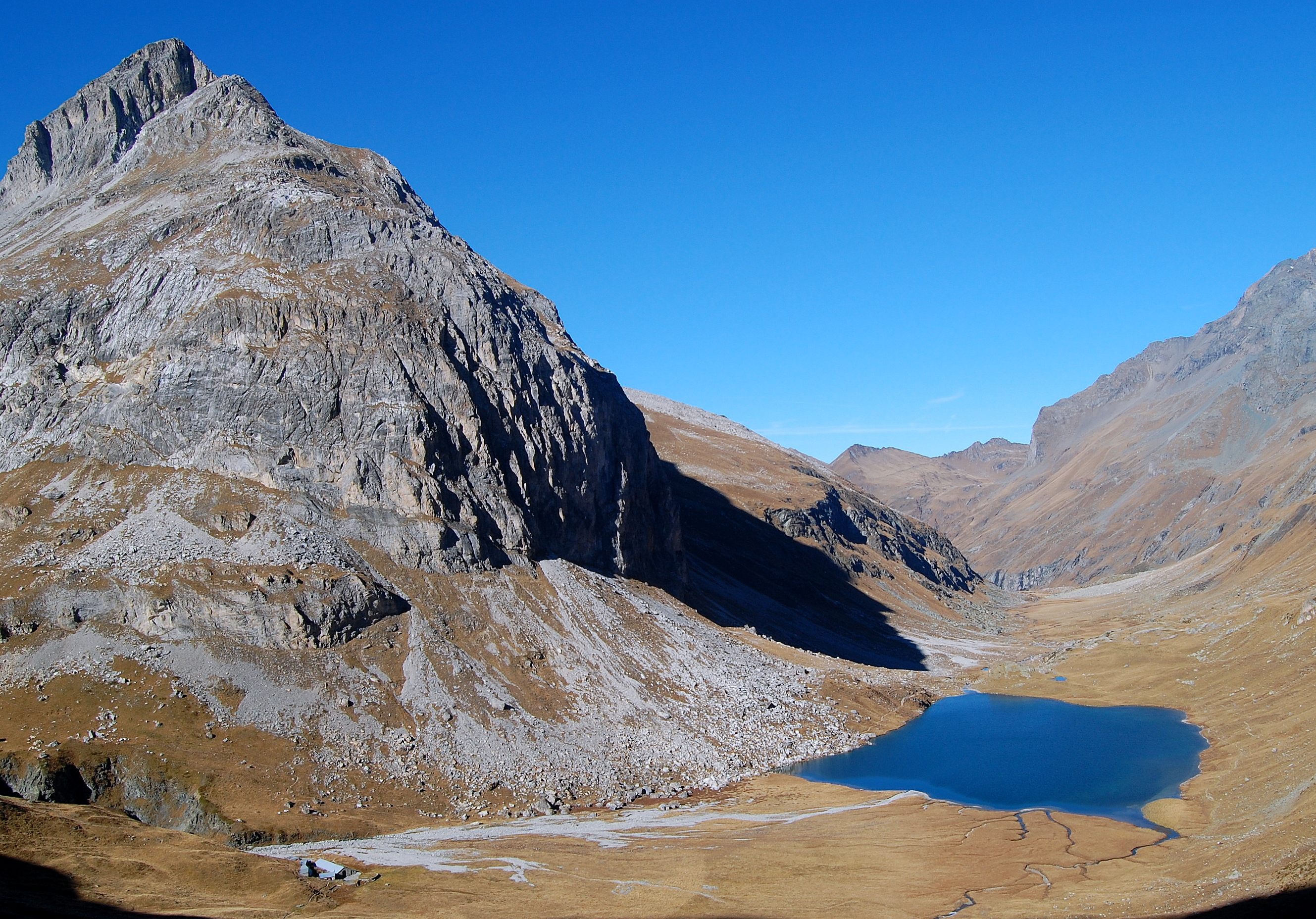
Vue automnale du mont Blanc de Peisey et du lac de la Plagne depuis l'ubac de l'aiguille de Bacque au sud.

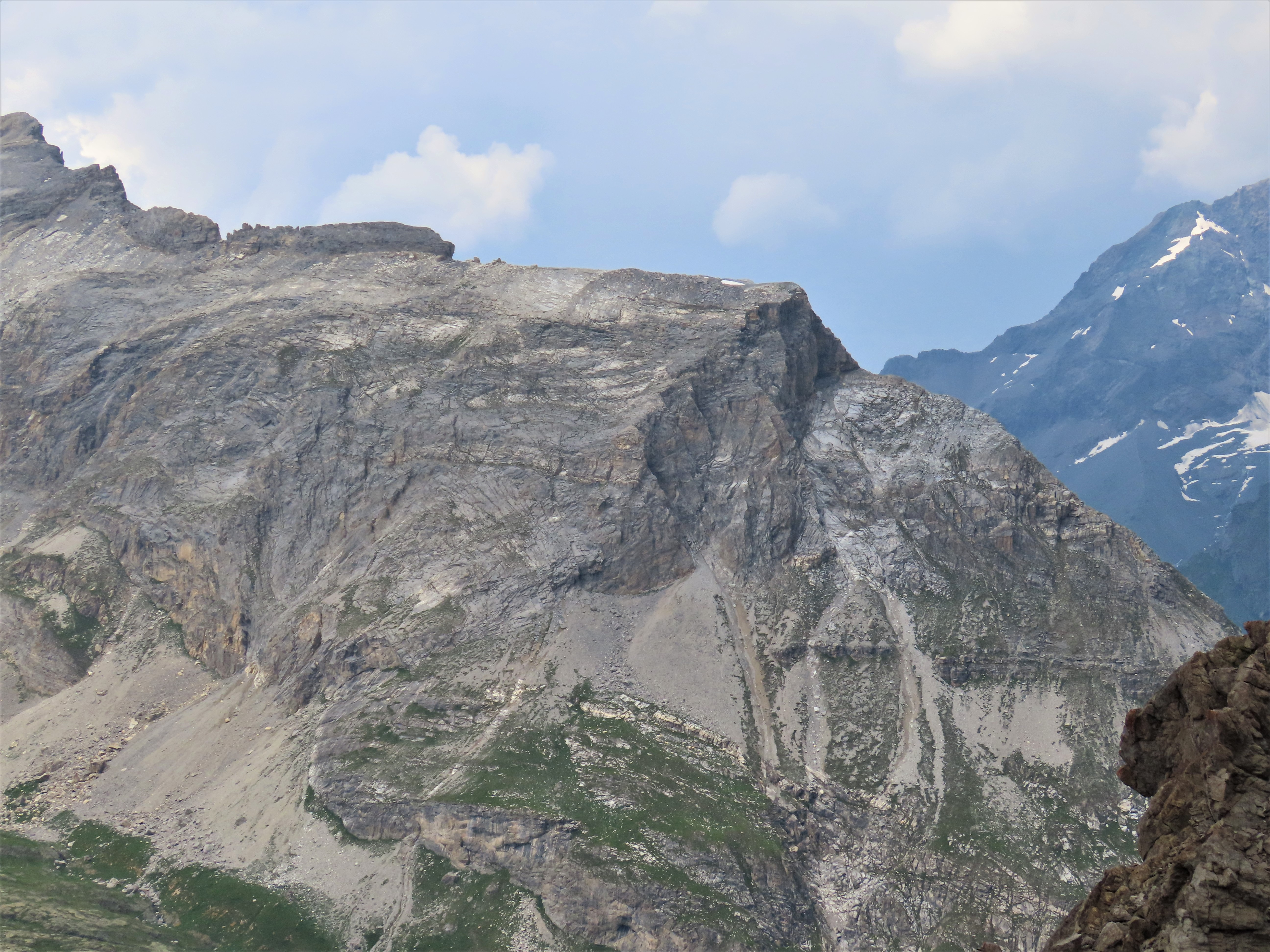
Le mont Blanc de Peisey depuis la Traverse des Aimes entre la pointe de la Vallaisonnay et l'aiguille de Bacque au sud.